# Regola di Bredt
La regola di Bredt è una regola empirica vigente in chimica organica, secondo la quale negli idrocarburi biciclici, e policiclici in generale, ossia in quegli idrocarburi nella cui struttura sono presenti almeno due anelli che condividono due atomi di carbonio siti in una posizione detta "a testa di ponte", la tensione angolare fa sì che non possa essere presente un doppio legame su nessuno dei due atomi a testa di ponte, a meno che l'anello principale non sia sufficientemente grande.

## Esempio
Un esempio della regola di Bredt è dato dal norbornene, un alchene biciclico il cui nome IUPAC è biciclo[2.2.1]ept-2-ene e i cui tre isomeri sono raffigurati nell'immagine sottostante, di cui può esistere solo un isomero strutturale, ossia il numero 1, mentre le altre due strutture non sono realizzabili a causa dell'estrema tensione d'anello che si verrebbe a creare con il doppio legame che coinvolge uno dei due atomi testa di ponte, indicati in rosso.

## Causa e implicazioni
Discussa per la prima volta dal chimico tedesco Julius Bredt nel 1902, e da questi infine codificata nel 1924, la regola di Bredt è, come già detto, una conseguenza del fatto che un doppio legame su una testa di ponte in idrocarburi piccoli causerebbe una tensione d'anello troppo elevata. Visivamente, si può immaginare che un doppio legame sulla testa di ponte corrisponda a un doppio legame trans in un alchene: una condizione che raramente si verifica nei composti ad anello con meno di otto membri a causa della risultante tensione, poiché, come risultato della geometria che si viene a creare, la sovrapposizione degli orbitali p degli atomi di carbonio ibridati sp2 coinvolti nel legame risulta troppo piccola per garantire un legame stabile.

### Reazioni di eliminazione
Una conseguenza della regola di Bredt è che in certi casi è possibile prevedere l'esito di una reazione di eliminazione. La reazione di eliminazione del 2-bromonorbornano, ad esempio produce solo l'isomero di norbornene indicato con 1 in figura e non il suo isomero 2:

### Carbocationi
La regola di Bredt può essere utilizzata anche per chiarire i meccanismi di reazione che procedono con carbocationi come intermedio reattivo. Poiché la formazione di un carbocatione implica che l'atomo di carbonio coinvolto sia trigonalmente planare, un atomo di carbonio in posizione di testa di ponte in un idrocarburo piccolo non potrà mai diventare un centro carbocationico, come illustrato dal seguente esempio relativo all'endo-norborneolo: 
In questo caso, la conseguenza della regola di Bredt è dunque che, anche dopo l'aggiunta di un reagente nucleofilo, non si osserverà alcuna sostituzione, vale a dire che l'alcol iniziale sarà ancora presente, perché il carbocatione non potrà formarsi.

## Molecole anti-Bredt
Postulazioni successive della regola codificata nel 1924 da Bredt hanno indicato che, perché possa esistere un doppio legame su una testa di ponte in un generico alchene biciclico Biciclo[x.y.z]alch-1-ene, la somma S di x, y e z deve essere maggiore o uguale di un certo valore, posto pari a 9 in uno studio di Frank Fawcett del 1950, e poi abbassato a 7 in studi successivi. Nello stesso studio di Fawcett, il valore S per composti triciclici veniva invece posto maggiore o uguale a 11. Così ad esempio, il già menzionato norbornene, ossia il biciclo[2.2.1]ept-2-ene, non può avere doppio legame sull'atomo a testa di ponte, mentre, nella figura sottostante, la molecola A, che ha S pari a 7, è stabile, e la molecola B è instabile:
Ricerche condotte a partire dagli anni 1980, hanno rivelato l'esistenza di alcune molecole cosiddette anti-Bredt, ossia recanti un doppio legame anche su un atomo testa di ponte di un anello con S inferiore a 7, come ad esempio l'1(9)-omocubene sintetizzato nel 1987 da Philip E. Eaton e Karl L. Hoffman:

Equilibrio 1(9)-Omocubene - Omocubilidene.

Nel 2024 un team di ricercatori della UCLA coordinato dal professor Neil Garg, è riuscito a ottenere olefine anti-Bredt con S pari a 5 trattando pseudo-alogenuri di silile con una fonte di ioni floruro, come Bu4NF o CsF/Bu4NBr, inducendo una reazione di eliminazione, per poi stabilizzare le olefine ottenute tramite reazioni di cicloaddizione e realizzare così prodotti sufficientemente stabili da essere isolati. Secondo Garg, i risultati ottenuti, rivoluzionando 100 anni di storia della chimica organica, evidenziano la possibilità di sfruttare strategicamente la maggiore reattività degli alcheni geometricamente distorti nella sintesi di nuovi farmaci.